# Sabina Ispas
Sabina Ispas (n. 18 ianuarie 1941, București) este o folcloristă română, membră titulară a Academiei Române (din 2009).

## Studii
Între 1955-1959 a urmat liceul „Gheorghe Lazăr” din București. A început studiile superioare la Facultatea de Limba și Literatura Română, Universitatea „Al. I. Cuza”, Iași (1961-1962) pe care le-a continuat (1962-1966) și absolvit la Facultatea de Limba și Literatura Română a Universității din București, specialitatea Folcloristică.
Specializări: 
- 1978: Curs de specializare – cultura populară bulgară, Sofia, Bulgaria.
- 1991: Curs de specializare – folcloristică; arhive de folclor - Folklore  Fellows, Turku, Finlanda.
- 1993-1994: Senior Fulbright Grant, S.U.A.

## Activitatea profesională
Din anul 1966 desfășoară activitate de cercetare la Institutul de Etnografie și Folclor „Constantin Brăiloiu” al Academiei Române.
A obținut titlul de doctor în științe filologice cu teza Raporturi între literatura apocrifă, cărți populare și folclor. Ciclul solomonian în cultura română. Devine Director al Institutului de Etnografie și Folclor „Constantin Brăiloiu”.
În anul 2004 i-a fost acordată calitatea de membru corespondent al Academiei Române iar în anul 2009 a fost aleasă membru titular al Academiei Române.

## Opera
Autoare sau coautoare a mai mult cărți de specialitate, între care:
- Lirica de dragoste. Index motivic și tipologic, vol. I-V, 1985 - 1989 (Colecția Națională de Folclor");
- Lirica populară de dragoste, 1985;
- Flori dalbe de măr. Din poezia obiceiurilor de iarnă, 1987;
- Cântecul epic-eroic românesc în context sud-est european. Cântecele pețirii, 1995;
- Sub aripa cerului, 1998;
- Omul românesc, 2000;
- Povestea cântată, 2001;
- Cultură orală și informație transculturală, 2003;
- Siminoc și Busuioc. Basme românești, 2005.

A publicat numeroase articole în țară și străinătate și a participat la numeroase reuniuni științifice interne și internaționale legate de etnologie, etnografie și folclor.
Deține Premiul special al juriului pentru studii etnoantropologice „Pitre Salmone Marino”.